# Bunium luristanicum
Bunium luristanicum är en flockblommig växtart som beskrevs av Karl Heinz Rechinger. Bunium luristanicum ingår i släktet jordkastanjer, och familjen flockblommiga växter. Inga underarter finns listade i Catalogue of Life.